# Ополье (регион, Украина)
Опо́лье — западная часть Подольской возвышенности в пределах Львовской, Ивано-Франковской и Тернопольской областей Украины с преобладанием высот 350—400 м. Это наивысшая часть Подольской возвышенности. Ополье расположено между Золотой Липой и Верещицей. На юге подходит в Днестр, а на севере — до Гологор. По современному административно-территориальному делению Украины, в состав Ополья могут включаться населённые пункты современного Львовского района Львовской области, поселения, расположенные к северу от Днестра в Стрыйском районе Львовской области, Ивано-Франковском районе Ивано-Франковской области и поселения к северу от Днестра и к западу от реки Золотая Липа Тернопольского и Чортковского районов Тернопольской области.
Распространены буково-дубовые леса на серых оподзоленных почвах, значительные площади распаханы.
По данным исследования ойконимии самые древние поселения Ополья локализуются на юге вдоль Днестра, на востоке — вдоль Золотой Липы и в центральном районе — по линии Жидачов — Рогатин — Перемышляны. До XVI века на территории Ополья было 10 городов, а на протяжении XVI века их количество увеличилось до 35.
Помимо географического значения, термин «Ополье» имеет также историко-этнографический смысл. Жителей Ополья называют ополянами. По культуре и быту ополяне были близки к жителям Покутья и Подолья. Они использовали бисер, растительный орнамент в вышивке.